# Hepatitis contagiosa canis
Die Hepatitis contagiosa canis (Hcc; Syn: „Ansteckende Leberentzündung der Hunde“, Rubarth-Krankheit, Fuchsenzephalitis, infectious canine hepatitis (ICH)) ist eine durch ein Virus hervorgerufene Leberentzündung der Hunde. Insgesamt wird die Erkrankung – als Folge wirksamer und umfassender Impfmaßnahmen – heute nur noch selten beobachtet.

## Epizootiologie
Der Erreger der Hcc, das Canine Adenovirus 1 (CAV-1 oder CAdV-1) aus der Spezies Canines Mastadenovirus A (CadV-A),
gehört zur Gattung Mastadenovirus in der Virusfamilie Adenoviridae. Die Hcc tritt weltweit auf und kann neben den meisten Hunden auch Stinktiere, Waschbären und einige Bärenarten befallen, wobei Haushunde insgesamt die höchste Empfänglichkeit besitzen.
Das Virus wird in der akuten Krankheitsphase über Speichel, Kot, Nasensekret und Harn ausgeschieden. Nach Ausheilung oder bei latenten Virusträgern spielt insbesondere der Harn eine Rolle bei der Erregerübertragung. Auch eine Übertragung von der Mutter auf die Feten über die Plazenta ist nachgewiesen. Meist erfolgt die Infektion durch den Kontakt ungeschützter Tiere mit Ausscheidungen klinisch inapparent infizierter Tiere. Da der Erreger recht stabil ist, kann er außerhalb des lebenden Organismus bei Zimmertemperatur mehrere Wochen, bei Temperaturen von unter 4 °C sogar bis zu 9 Monaten infektiös bleiben. Die Keime gelangen vor allem oral, also über den Mund, in den Wirt, wobei es zunächst zu einer Virusvermehrung in den Mandeln und dann zur Verbreitung über Lymphgefäße und Lymphknoten in das Blut kommt. Diese virämische Phase dauert etwa 4 bis 8 Tage. In der Folge werden vor allem Leberzellen (Hepatozyten), die Innenauskleidung (Endothel) von Blutgefäßen, das Endothel von Nierenkörperchen sowie Augenhornhaut (Cornea) und mittlere Augenhaut (Uvea) befallen.
Die Inkubationszeit beträgt 2–5 Tage.
Neben diesem ersten Serotyp gibt es laut National Center for Biotechnology Information (NCBI) in der Spezies Canines Mastadenovirus A (CAdV-A) noch einen zweiten Serotyp (CAV-2 oder CadV-2).

## Symptome
Die Symptome variieren je nach Verlaufsform sehr stark. Allgemein kann gesagt werden, dass die Prognose umso ungünstiger ist, je akuter die Krankheit verläuft.

### Perakuter Verlauf
Beim perakuten Verlauf sterben die Tiere innerhalb weniger Stunden. Einziges Symptom sind meist feinste Blutungen (Petechien) infolge einer Gerinnungsstörung (DIC).

### Akuter Verlauf
Der akute Verlauf beginnt ebenfalls mit hohem Fieber, Apathie, Erbrechen und Fressunlust. Die Mandeln, Lymphknoten, Milz und Leber sind geschwollen. Aufgrund der Gefäßentzündung treten Ödeme und Blutungen (Petechien, Ekchymosen) der Schleimhäute sowie in die Körperhöhlen und die vordere Augenkammer auf. Gelegentlich werden durch Einblutungen in das Zentralnervensystem auch neurologische Symptome beobachtet. Darüber hinaus können Nierenschäden durch Ablagerung von Immunkomplexen in den Nierenkörperchen auftreten, die sich durch das Auftreten von Eiweiß im Harn (Proteinurie) äußern. Die gleiche Ursache haben die hin und wieder beobachteten Eintrübungen der Augenhornhaut (blue-eye-Syndrom, siehe unten).
Die Leberpalpation ist im Allgemeinen schmerzhaft.

### Subakuter Verlauf
Der subakute Verlauf beginnt wie der akute, nur sind die Symptome weniger stark ausgeprägt. Hier dominieren Fieber, Durchfall, Erbrechen und eine Uveitis. Nach 1–3 Wochen tritt eine bläuliche Trübung der Hornhaut infolge eines Ödems und der Ablagerung von Immunkomplexen (blue-eye-Syndrom) auf, die meist 1 bis 2 Wochen später spontan ausheilt.

### Chronischer Verlauf
Beim chronischen Verlauf treten nur geringe Symptome auf. Er wird daher nur selten erkannt. Hierbei ist der Organismus nicht in der Lage, das Virus zu eliminieren, so dass es zu einer dauerhaften Besiedlung (Persistenz) der Leber und damit einer chronischen Hepatitis kommt, die zu einer Leberfibrose und Leberzirrhose führt.

## Diagnose, Differentialdiagnosen
Neben den oben bereits beschriebenen Symptomen weisen betroffene Tiere oft einen Mangel an Blutplättchen (Thrombozytopenie) und eine Erhöhung der Aktivität von Leberenzymen auf. Die Blutgerinnungszeit kann infolge einer Verbrauchskoagulopathie deutlich verlängert sein. Viele Patienten scheiden Proteine und Bilirubin über den Harn aus. Eine endgültige Diagnose ist über die Isolierung von Virusmaterial aus dem Nasensekret, dem Blut oder dem Urin möglich oder mittels der histologischen Untersuchung einer Leberbiopsie möglich.
Staupe, Parvovirose, Leptospirose sowie bakterielle oder eine durch andere Viren hervorgerufene Tonsillitis bilden die wesentlichen Differentialdiagnosen. Die Schleimhautblutungen und plötzliche Todesfälle können an eine Vergiftung mit gerinnungshemmenden Substanzen erinnern.

## Therapie
Eine kausale Therapie ist nicht möglich. Über die Verabreichung von spezifischen Immunglobulinen oder Interferon kann ein Behandlungsversuch unternommen werden, dessen Wirkung jedoch nicht bewiesen ist. Daneben sind unterstützende Maßnahmen im Sinne der symptomatischen Therapie sinnvoll.

## Prophylaxe
Für die Prophylaxe werden meist Kombinationsimpfstoffe eingesetzt, die neben Hcc auch gegen Staupe, Parvovirose, Leptospirose und Tollwut immunisieren und von den verschiedensten Herstellern angeboten werden (z. B. Versican DHPPi L3 R, Epivax SHPPi+LT, Eurican SHPLT, Nobivac SHP + LT, Quantum DAPPi/CVL, Virbagen canis SHPPiLT). Der Einsatz von Lebendvakzinen kann hier das Auftreten des blue-eye-Syndroms hervorrufen. Günstiger ist daher der Einsatz inaktivierter Vakzine oder heterolog attenuierter CAV-2-Lebendvakzine, die diesen Effekt vermeiden.